# Historiens Sten
Historiens Sten er en stor sten ved Kronhede forsamlingshus, 7 km sydøst for Ulfborg. Den godt 2 m høje sten er dekoreret med illustrationer af nogle af danmarkshistoriens vigtigste årstal, og blev hugget og rejst i 1938 af skolelærer Alfred Kaae, der var lærer ved Kronhede skole. 
Historiens Sten står i dag i lysningen overfor Kronhede forsamlingshus i den nordvestlige ende af Klovsig Nørre Plantage, og skråt over for Kronheden lejrskole, tidligere Kronhede skole. Kaaesvej 11, 6990 Ulfborg.  

## Motiver
Historiens sten rummer en række centrale begivenheder, årstal og betragtninger fra danmarkshistorien. Således kan man følge Ansgars mission i Danmark år 827, Jyske Lov 1241, Kalmarunionens sammenbrud 1523, Reformationen 1536, Stavnsbåndets ophævelse 1788, Danmarks Grundlov 1849 samt Genforeningen 1920.
- Hele stenen set forfra.
- År 827, Ansgar
- År 1788, Stavnsbåndets ophævelse
- År 1849, Danmarks første grundlov
- År 1536, Reformationen
- År 1523, Kalmarunionens sammenbrud